# Деби Рајан
Дебора Ен „Деби“ Рајан (енгл. Deborah Ann "Debby" Ryan рођена 13. маја 1993) америчка је глумица, певачица, плесачица, модна дизајнерка и модел. Прославила се улогом Бејли у серији Зак и Коди: Живот на палуби. Глумила је и у многим серијама и филмовима које су се емитовале на Дизни каналу. У серији Џеси глумила је главног лика, дадиљу Џеси Прескот од 2011. до 2015. године.

## Детињство
Рођена је у Хантсвилу. Има старијег брата Чејса. Са 10 година је научила да говори грчки. Деби је живела у Немачкој, самим тим зна и немачки језик. Њен таленат је откривен на националном такмичењу талената.

## Каријера
Прва улога јој је била у серији Барни и пријатељи. Затим је наступила у две епизоде друге сезоне серијала Хана Монтана.
У филмовима 16 жеља и Radio Rebel те у ТВ серији Џеси наступила је у главним улогама.

## Дискографија
Најпознатија песма коју је отпевала је We Got A Beat из филма Radio Rebel. Такође је отпевала уводну шпицу за серију Џеси у којој је играла главну улогу.

## Филмографија
Филмови и серије у којима је глумила: 16 жеља, Radio Rebel, Зак и Коди: Живот на палуби, Остин и Али, Барни и пријатељи, Сасвим случајно, Џеси, Хана Монтана, PrankStars, Срећно, Чарли, итд.

## Галерија
|  |